# Swiss Olympic

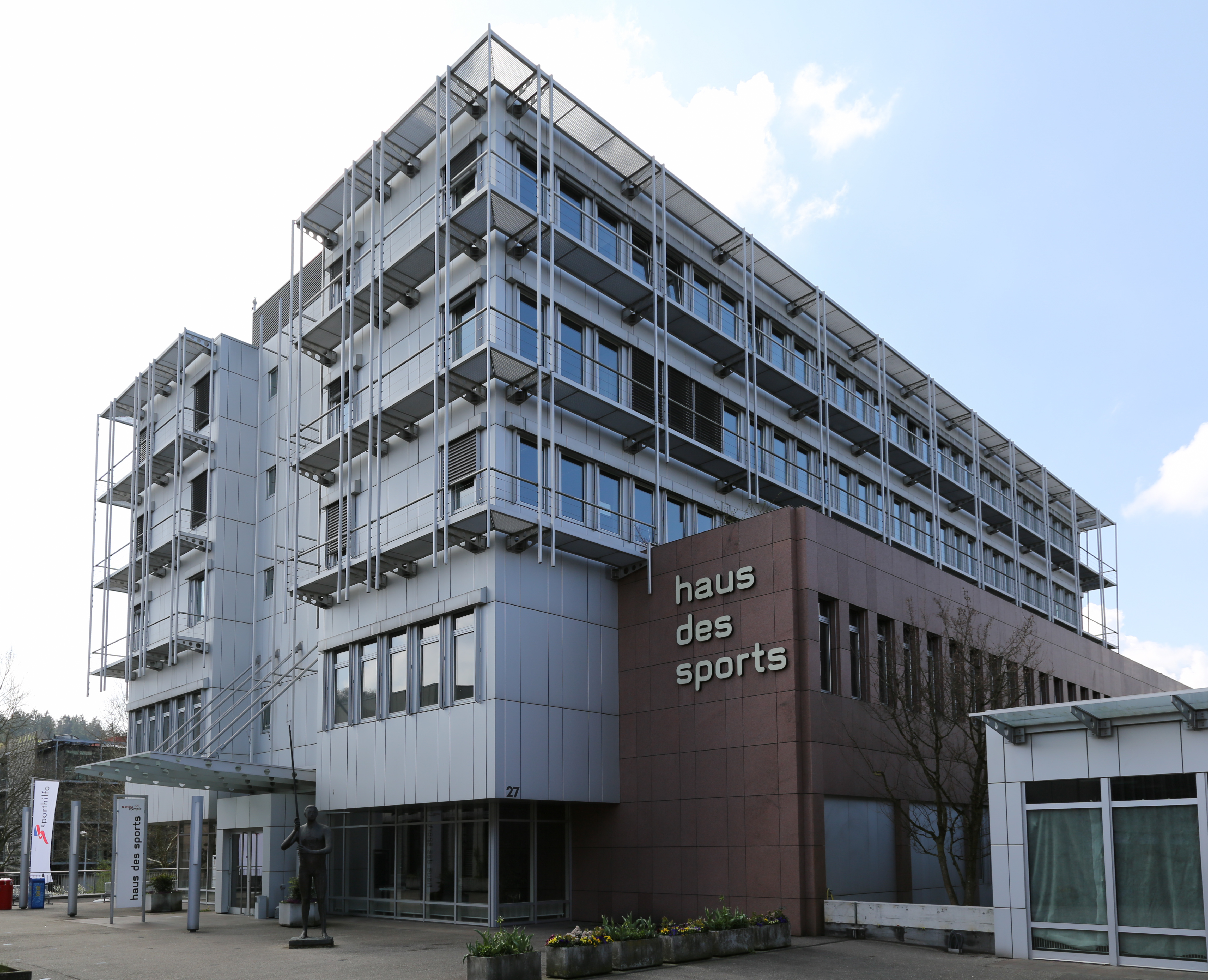
Haus des Sports, Sitz von Swiss Olympic

Die Swiss Olympic Association ist das Nationale Olympische Komitee und der Dachverband für den privatrechtlichen, organisierten Schweizer Sport mit 116 Mitgliedern (86 nationale Sportverbände und 30 Partnerorganisationen), denen rund 2,47 Millionen Sportler in über 18’440 Vereinen angehören. In dieser Doppelfunktion schafft Swiss Olympic die bestmöglichen Voraussetzungen für sportliche Erfolge von Schweizer Athleten auf internationaler Ebene und vertritt die Interessen des privatrechtlichen, organisierten Bereichs im Schweizer Sport – sowohl von olympischen als auch nichtolympische Sportarten. Swiss Olympic ist eine Non-Profit-Organisation mit Sitz im Haus des Sports in Ittigen bei Bern. Präsidentin ist seit 2025 alt Bundesrätin Ruth Metzler. Direktor ist seit Januar 2012 Roger Schnegg.

## Geschichte
Die olympische Bewegung der Schweiz wird seit dem 1. Januar 1997 von der Swiss Olympic Association (Swiss Olympic) getragen (bis 2001 Schweizerischer Olympischer Verband genannt). Entstanden ist Swiss Olympic aus der Vereinigung des Schweizerischen Landesverbands für Sport (SLS) und des Schweizerischen Olympischen Komitees (SOC). In die Organisation wurde bei der Gründung das Nationale Komitee für Elite-Sport (NKES) integriert. Das SOC war 1912 gegründet und im selben Jahr vom Internationalen Olympischen Komitee (IOC) aufgenommen worden. Davor gab es keine offiziellen Delegationen der Schweiz an Olympischen Spielen. Jedoch nahmen immer wieder einzelne Athleten selbstständig daran teil. Ein Beispiel ist der Turner Louis Zutter, der als Privatperson als einziger Schweizer an den Olympischen Spielen 1896 teilnahm. Bis jetzt wurden zwei Olympische Winterspiele in der Schweiz abgehalten: 1928 und 1948 jeweils in St. Moritz.

## Organisation
Swiss Olympic ist ein Verein und Dachverband von 86 Schweizer Sportverbänden. Als oberstes Organ wirkt das sogenannte Sportparlament, die jährliche Versammlung der Mitgliedsverbände und Partnerorganisationen, die entsprechend ihrer Grösse stimmberechtigt sind. Der Exekutivrat ist das strategisch leitende Organ des Dachverbandes und vertritt Swiss Olympic gegen aussen. Er setzt sich aus dem Präsidenten, der Vize-Präsidentin, maximal acht weiteren Mitgliedern aus den nationalen Sportverbänden, zwei Athletenvertretern und den Schweizer IOC-Mitgliedern (ohne Stimmrecht) zusammen. Die Geschäftsleitung ist für den operativen Betrieb der Geschäftsstelle zuständig. Zudem sind die Disziplinarkammer des Schweizer Sports und die Athletenkommission an Swiss Olympic angeschlossen.
Weiter ist Swiss Olympic Stifter der Stiftungen Schweizer Sporthilfe und Haus des Sports.
Swiss Olympic ist Mitglied beim Internationalen Olympischen Komitee (IOC), dem Europäischen Olympischen Komitee (EOC) und der Vereinigung der Nationalen Olympischen Komitees (ANOC).

## Ziele und Strategie
Swiss Olympic steht für den Verbands- und Vereinssport in der Schweiz und setzt sich übergeordnet für einen starken, wertebasierten und erfolgreichen Sport ein. Zudem repräsentiert Swiss Olympic in der Schweiz die olympische Idee und ist Teil der internationalen olympischen und paralympischen Bewegung.
Die Vision von Swiss Olympic lautet: «Die Schweiz lebt die olympischen Werte Höchstleistung, Respekt und Freundschaft»
Konkrete, davon abgeleitete Ziele:
- hohe Sportaktivität der Schweizer Bevölkerung
- ethisches Handeln in der Sportförderung
- beständige Medaillengewinne und Spitzenergebnisse von Schweizer Athleten an Olympischen Spielen, Paralympischen Spielen und weiteren internationalen Grossveranstaltungen (z. B. WM, WC, EM, international bedeutsame Sportevents)
- das Vorleben der Ethik-Charta des Schweizer Sports und der olympischen Werte durch die Athleten, die Trainer und die Funktionsträger
- Innovation und erfolgreiches Adaptieren sportlicher Trends und gesellschaftlicher Entwicklungen – die klare Positionierung für Vielfalt und gegen jede Form von Diskriminierung, Privilegierung und Gewalt in allen Bereichen des Sports

## Olympische Missionen
Swiss Olympic ist verantwortlich für verschiedene olympische Missionen und deren Delegationen. Neben den Olympischen Sommer- und Winterspielen, sendet Swiss Olympic Delegationen an die Olympischen Jugendspiele, die Europaspiele, an das European Youth Olympic Festival sowie an die ANOC World Beach Games. Zusätzlich organisiert Swiss Olympic zweimal jährlich den Talent Treff Tenero (3T). Swiss Olympic legt die entsprechenden Selektionskriterien zusammen mit den verantwortlichen Verbänden für die einzelnen sportlichen Grossanlässe fest und selektioniert dann im weiteren Prozess die qualifizierten Athleten. Um den Athleten ein bestmögliches Umfeld am Wettkampfort bieten zu können, kümmert sich Swiss Olympic im Vorfeld um alles Organisatorische wie Unterkünfte, Trainingsinfrastrukturen am Austragungsort und passende Flüge für die vollständige Delegation.

## Verbandsförderung
Swiss Olympic arbeitet gezielt und individuell mit den einzelnen Verbänden zusammen, um die Chancen für Spitzenleistungen an Olympischen sowie Paralympischen Spielen, Welt- und Europameisterschaften, World Games oder anderen Wettkämpfen mit höchstem Stellenwert zu erhöhen. Die Leistungsvereinbarungen zwischen Swiss Olympic und den Mitgliedsverbänden werden jeweils für eine Dauer von vier Jahren abgeschlossen, um die Planungssicherheit bei den Verbänden zu erhöhen. In den Vereinbarungen ist festgelegt, welche finanziellen Beiträge und Dienstleistungen Swiss Olympic in den Bereichen Verbandsmanagement, Ethik und Leistungssport erbringt und welche Aufgaben der Verband als Gegenleistung wahrnimmt. Die verschiedenen Sportarten werden anhand diverser Kriterien (erzielte Resultate, mittelfristiges Potenzial, Umsetzung ihres Förderkonzepts und nationalen Bedeutung) in Gruppen von 1 bis 5 eingestuft. Diese Einstufung dient Swiss Olympic als Steuerungsinstrument, um den Umfang der finanziellen Unterstützung festlegen zu können.
Berücksichtigt werden jene Sportarten, deren Verbände sich auf ein spezifisches Leistungssport-Förderkonzept stützen und die auf eine erfolgreiche Teilnahme an Olympischen Spielen, Paralympics sowie Welt- und Europameisterschaften (inklusive Universiade und World Games) ausgerichtet sind. Neben der finanziellen Hilfe unterstützt Swiss Olympic die Verbände mit Fachwissen in den Bereichen Ethik, Verbandsplanung, Training und Trainerausbildung. Um diese Kompetenzen gerade auch für ehrenamtliche Engagements zu stärken, wurde 2022 das Bildungsangebot «Club Management» lanciert. Swiss Olympic fördert zudem die berufliche Ausbildung der Sportlerinnen und Sportler mit diversen Programmen und zertifiziert medizinische Institutionen, die besonders auf Spitzensportlerinnen und Spitzensportler ausgerichtet sind. Mit dem Programm «Frau und Spitzensport» will Swiss Olympic überdies die Voraussetzungen für Frauen im Spitzensport nachhaltig verbessern und die Thematik in der Spitzensportförderung der Schweiz etablieren.

### Swiss Olympic Card
Die Swiss Olympic Card ist eine Auszeichnung für Athleten – einerseits für international erbrachte Wettkampfleistungen und andererseits für vorhandenes Potenzial. Die Swiss Olympic Card gibt es in fünf verschiedenen Ausführungen – je nach Leistungsniveau. Die Vergabe erfolgt jährlich in Absprache mit dem jeweiligen zuständigen Mitgliedsverband. Je nach Variante bietet die Card Zugang zu speziellen Dienstleistungen und Vergünstigungen.

## Ethik-Charta und Ethik-Statut
Die olympischen Werte – Höchstleistung, Freundschaft und Respekt – bilden weltweit die Grundlage für einen fairen und nachhaltigen Sport. Die Ethik-Charta von Swiss Olympic und dem Bundesamt für Sport (BASPO) baut mit ihren 9 Prinzipien auf diesen Werten auf und will zu einem fairen, diskriminierungs- und betrugsfreien Sport beitragen. Die Ethik-Charta ist obligatorischer Bestandteil der Statuten jedes Mitgliedsverbands von Swiss Olympic. Die Mitgliedsverbände sind entsprechend verpflichtet, einen Ethik-Verantwortlichen zu benennen, der dafür sorgt, dass die Charta innerhalb des Sportverbands umgesetzt wird und der sich um die ethischen Herausforderungen des Verbands kümmert. Dabei sind der von Swiss Olympic erarbeitete Code of Conduct und die diversen Programme wichtige Hilfsmittel. Sie zeigen auf, wie die olympischen Werte und die Ethik-Charta im Verbandsalltag sowie bei Sportanlässen optimal angewendet werden.
Basierend auf der Ethik-Charta konkretisiert das Ethik-Statut als einheitliche und justiziable Grundlage, was unter ethischem Verhalten im Schweizer Sport verstanden wird. Zusammen mit den entsprechenden Organisations- und Verfahrensreglementen bildet das Ethik-Statut das System zur Meldung, Untersuchung und Sanktionierung von Verstössen gegen bestimmte Verhaltensvorschriften und zur Feststellung von Missständen im Schweizer Sport.
Im November 2021 haben Swiss Olympic und das BASPO zudem das Projekt «Ethik im Schweizer Sport» initiiert. Ziel des Projekts ist es, ethische Grundsätze im Schweizer Sportsystem noch stärker und verbindlicher zu verankern.